# Halebid
Halebid (auch Halebidu; Kannada: ಹಳೆಬೀಡು Haḷebīḍu) ist ein Ort mit ca. 6.500 Einwohnern im südindischen Bundesstaat Karnataka. Heute ein kleines Dorf, war Halebid unter dem Namen Dorasamudra vom 12. bis ins 14. Jahrhundert Hauptstadt des Hoysala-Reiches.

## Lage
Halebid liegt auf dem Dekkan-Plateau in einer Höhe von ca. 875 m ü. d. M. im Distrikt Hassan gut 30 km nördlich der Distriktshauptstadt Hassan bzw. knapp 150 km nordwestlich von Mysuru. Die Nachbarstadt Belur liegt nur etwa 20 km westlich. Regen fällt zumeist in den Monaten Mai bis Oktober.

## Bevölkerung
Die meisten Einwohner des Ortes sind Hindus; es folgen Moslems, Christen und Jains. Der männliche und der weibliche Bevölkerungsanteil sind in etwa gleich hoch.

## Wirtschaft
Der Ort ist umgeben von Feldern, auf denen zumeist Weizen und Linsen angebaut werden. Im Ort selbst dominieren Kleinhandel, Handwerk und Dienstleistungen aller Art.

## Geschichte
Dorasamudra wurde von König Vishnuvardhana (reg. ca. 1108–1152) als Hauptstadt der Hoysala-Dynastie gegründet. Auf dem Höhepunkt seiner Macht umfasste das Hoysala-Reich große Teile des heutigen Karnataka. Das von Malik Kafur geführte Heer des Sultanats von Delhi plünderte Dorasamudra im Jahr 1311 und erneut im Jahr 1327 und leitete damit das Ende der Hoysala-Herrschaft ein. Dorasamudra sank zu einem unbedeutenden Ort herab, der nunmehr Halebid (Kannada für „alte Hauptstadt“) genannt wurde.

## Sehenswürdigkeiten
An die Hoysala-Zeit erinnern in Halebid der Ende des 12. Jahrhunderts erbaute Hoysaleshwara-Tempel sowie der kleinere Kedareshwara-Tempel und zwei Jaina-Heiligtümer. Die Tempel von Halebid gehören zusammen mit dem Tempel des 16 km westlich gelegenen Belur sowie dem von Somanathapura bei Mysuru zu den bedeutendsten Beispielen der Hoysala-Architektur.

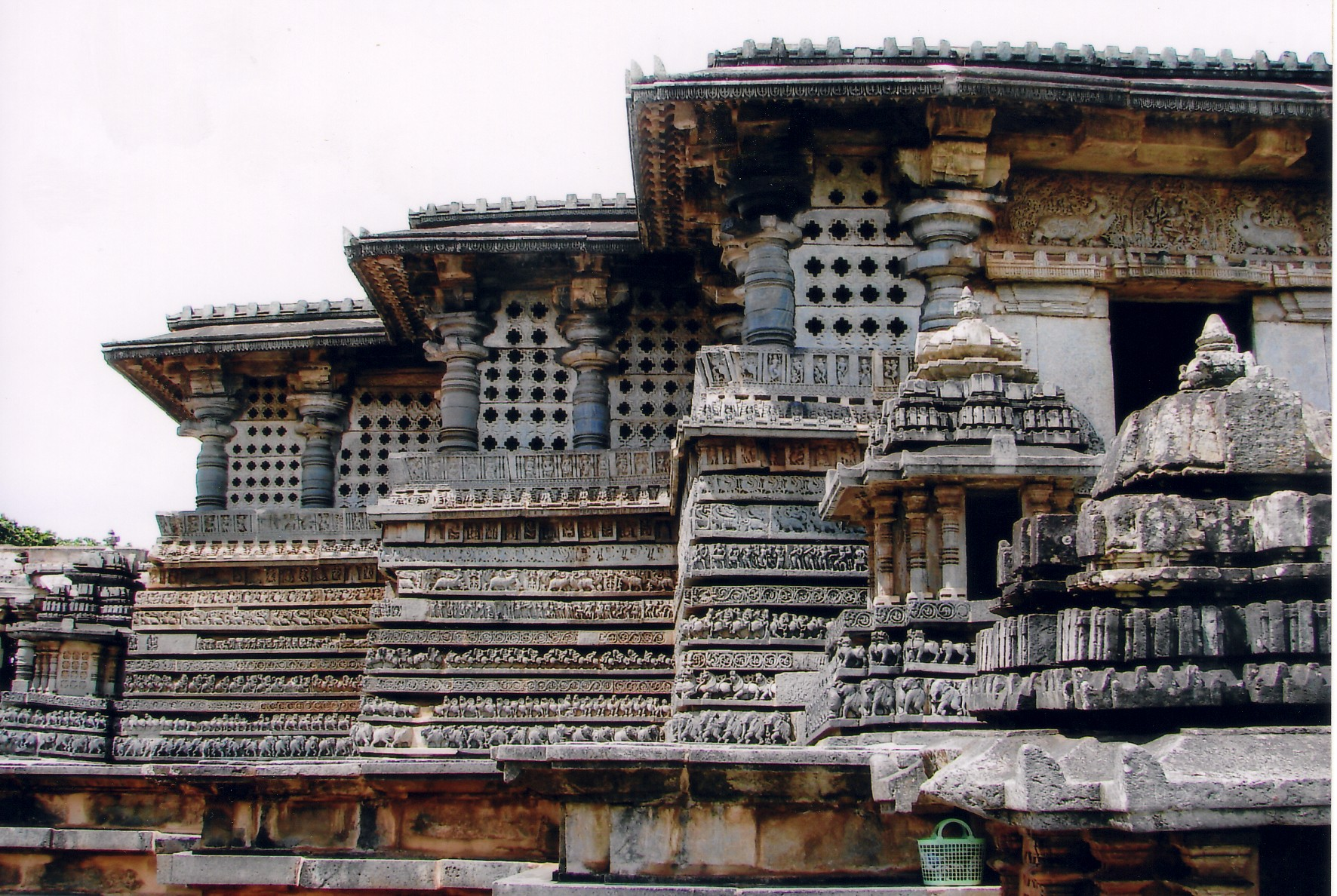
Außenansicht des Hoysaleshwara-Tempels
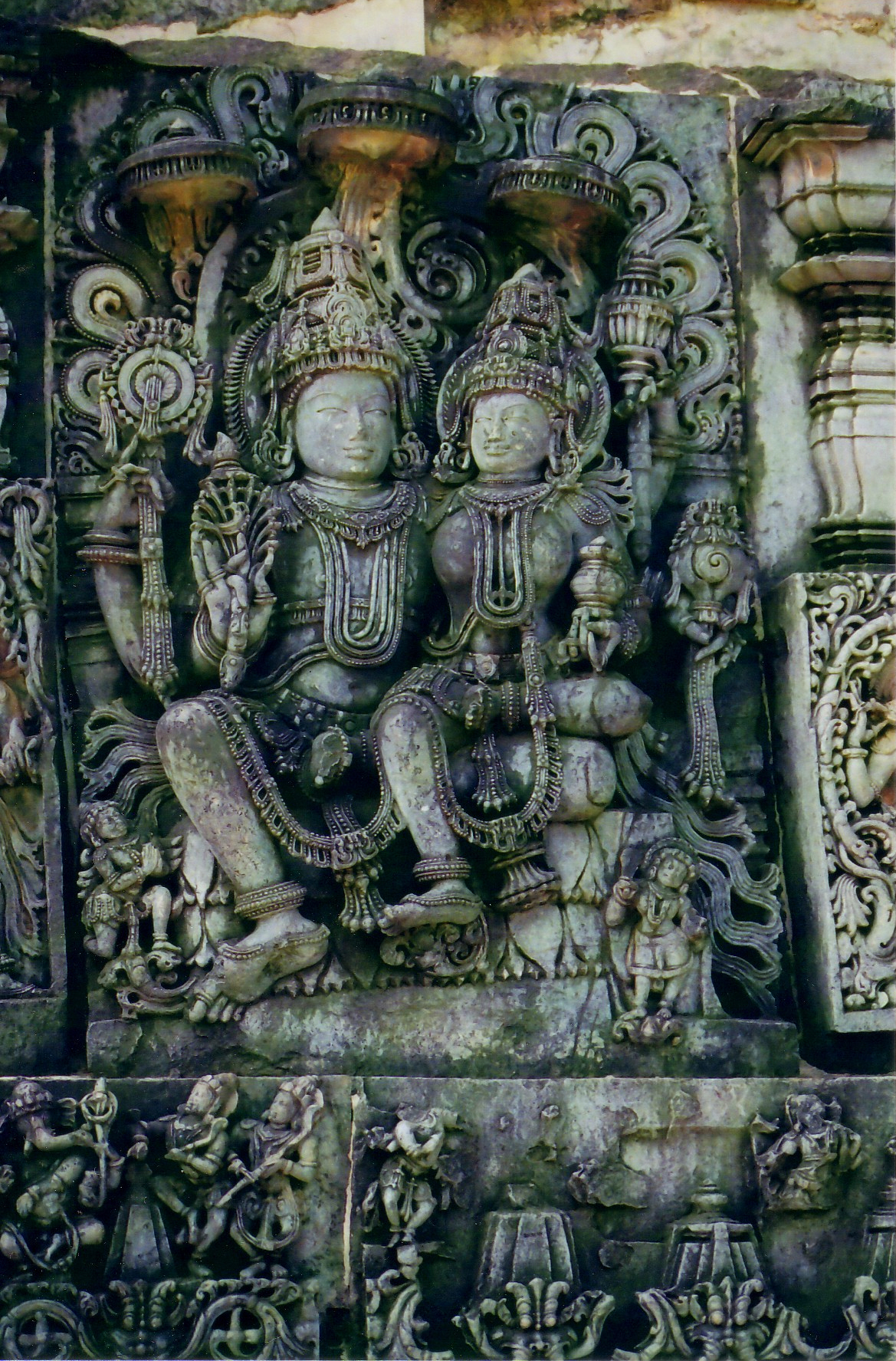
Detail des Hoysaleshwara-Tempels
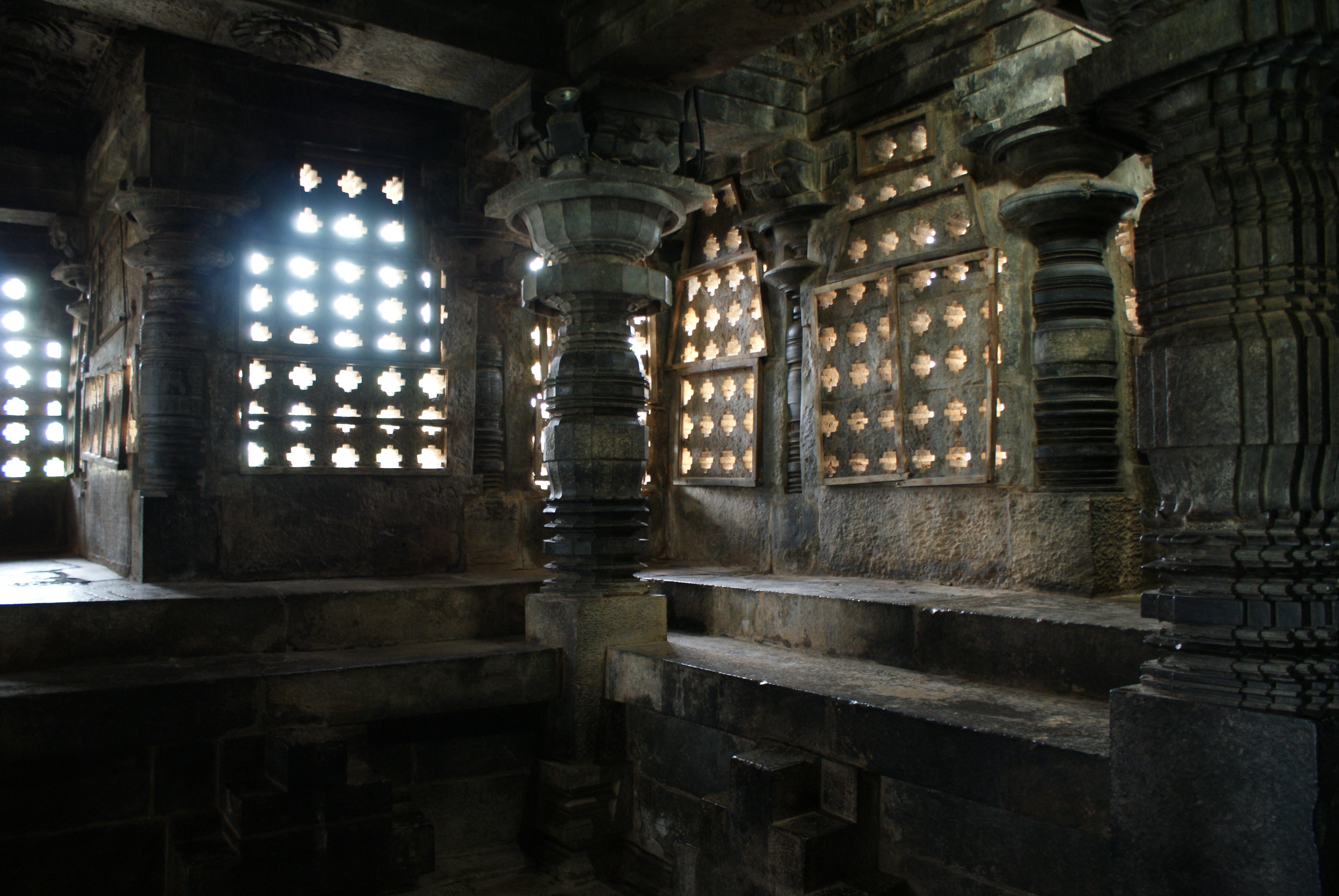
Innenansicht des Hoysaleshwara-Tempels